# Galo Aristizábal Saralegui
Galo Aristizábal Saralegui, (Tolosa 1833- San Sebastián ?) fue un médico y político español diputado a cortes en 1873.
Su estudio sobre  la mortalidad infantil en la casa torno de San Sebastián  entre 1886 y 1890  llevó a los responsables de la Diputación de Guipúzcoa a crear la Casa Cuna de Fraisoro.

## Trayectoria profesional
Nació en Tolosa, provincia de Guipúzcoa (España) en 1833. Se licenció en Medicina y Cirugía en la Universidad de Madrid.
Mientras estudiaba la carrera fue practicante en el Hospital del Buen Suceso de Madrid como interino desde el 1 de octubre de 1857 y, a partir del 10 de noviembre de 1858 y hasta el 28 de julio de 1859, con la plaza en propiedad.
Regresó a Guipúzcoa y en 1871 fue vocal de la Junta Provincial de Sanidad de Guipúzcoa y médico municipal se San Sebastián donde se jubiló en 1893.
En 1873 fue vicepresidente de la Comisión directiva del Ateneo de San Sebastián  y miembro de la Comisión de Armamento, Defensa y Subsistencia de San Sebastián, constituida el 25 de septiembre de 1873, para atender las necesidades provocadas por la rebelión carlista y que finalizó sus sesiones el 23 de septiembre de 1874.
En 1886 impulsó una comisión para obtener fondos para el Instituto Pasteur, junto a sus compañeros José Ramón Sagastume y Sabino Ucelayeta.
En 1890 emitió un informe sobre la mortalidad infantil en la casa torno de San Sebastián en el que concluyó que fallecían el 52% de los niños abandonados. Ante esta conclusión la Diputación de Guipúzcoa proyectó la construcción de la Casa Cuna de Fraisoro.
Integró  la comisión que estudió el emplazamiento y la construcción del nuevo hospital civil San Antonio Abad inaugurado en 1888.
Galo Aristizabal fue elegido diputado republicano federal a Cortes por el distrito de San Sebastián (Guipúzcoa) en junio de 1873. Nuevamente fue elegido diputado por el mismo distrito en 1877.